# Nishi-ku (Yokohama)
Pour les articles homonymes, voir Nishi-ku.
Nishi (西区, Nishi-ku) est l'un des dix-huit arrondissements de la ville de Yokohama au Japon. Il est situé à l'est de la ville, au bord de la baie de Tokyo.

Situation de Nishi-ku dans Yokohama.

En 2016, sa population est de 98 602 habitants pour une superficie de 7,03 km2, ce qui fait une densité de population de 14 000 hab./km2.

## Lieux notables

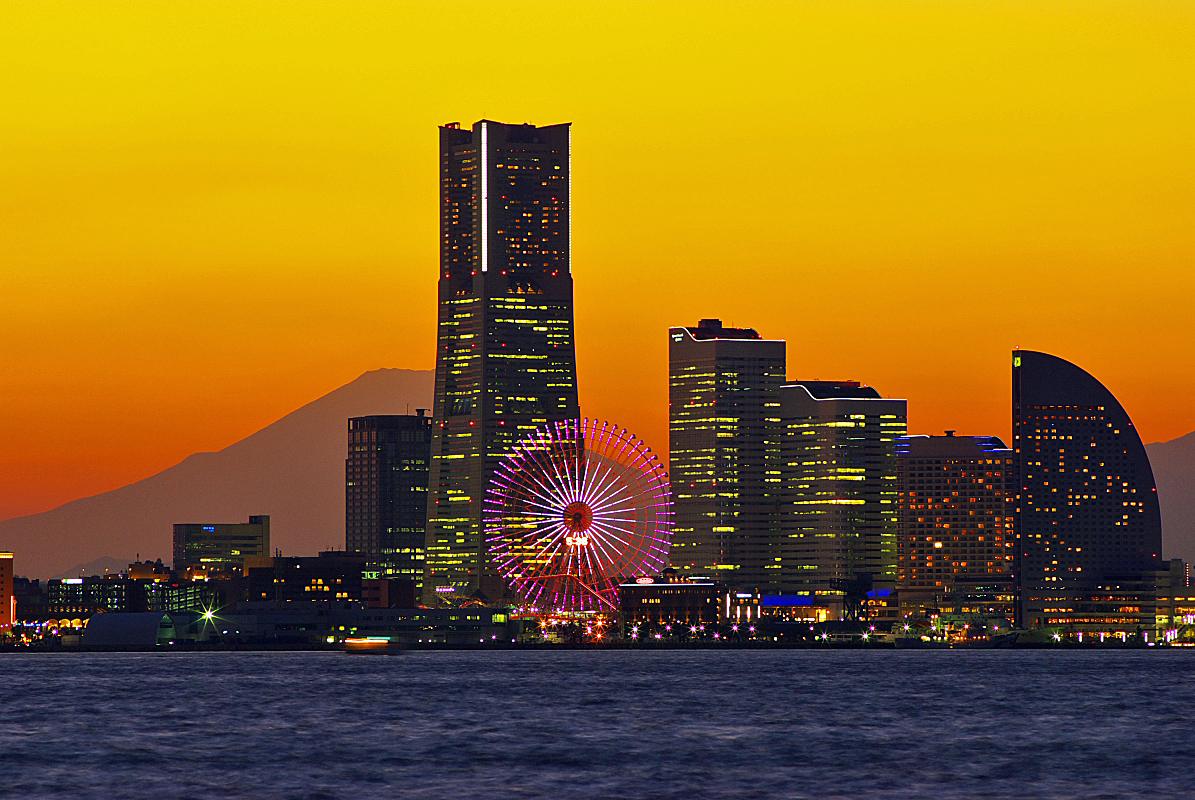
Minato Mirai 21.

- Minato Mirai 21
- Zoo de Nogeyama
- Musée d'art de Yokohama
- Hara Model Railway Museum
- Université nationale de Yokohama
- Université de Kanagawa

## Transport publics
L'arrondissement est desservi par de nombreuses lignes ferroviaires qui desservent toutes la gare de Yokohama :
- lignes Tōkaidō, Shōnan-Shinjuku, Keihin-Tōhoku, Negishi et Yokosuka de la compagnie JR East,
- ligne principale de la compagnie Keikyū,
- ligne Tōyoko de la compagnie Tōkyū,
- ligne Minatomirai de la compagnie Yokohama Minatomirai Railway,
- ligne principale de la compagnie Sōtetsu,
- ligne bleue du métro de Yokohama.